# OFF THE LOCK
『OFF THE LOCK』（オフ・ザ・ロック）は、日本の音楽ユニット・B'zが1989年5月21日にBMGビクターからリリースした2作目のオリジナル・アルバム。このアルバムは、BMGルームス（現:VERMILLION RECORDS）の設立後も、発売権はソニー・ミュージックダイレクトのGT musicに残された。

## 概要
キャッチコピーは「マインドも進化する」。本作からはすべての楽曲で稲葉が作詞、松本が作曲を担当。
アルバムタイトルについて稲葉は、「元々は『鍵を外せ』という意味。」「例えばリスナーの人にとっては、日常生活、恋愛関係、友人関係、そういう既成概念にとらわれずに自分自身で鍵を開けて新たなところに一歩出て、人と付き合うとか生活するというテーマ。僕たち自身にとっては、音楽を創っていく立場で、サウンド的に1枚目であったラインを僕ら自身で破って前に出て行くという意味がある。それで、『コンサート』が一番大きな“OFF THE LOCK”になる。」と語っている。
前作の発売からすぐに、「全曲シングルにできるくらいのクオリティ」を目指して作られ、製作には約1000時間と当時新人アーティストとしては異例の時間をかけて制作された。しかし、稲葉にとって本作製作時が一番作詞に悩んだ時期だった。稲葉は後のインタビューで、「曲は既に出来て上がっているのに、自分が担当する詞がまったく出来ていなかった状況に大変焦り、常に作詞のことを考えているのが憂鬱でしょうがなかった」「また、苦労して作詞をしても周りから批評されるので、途中で投げ出して逃げたいと何度も思った」などと語っている。
しかし、発売当時は初登場35位で、100位以内には4週ランクインしたのみで前作と同様に殆ど売れず、その後、実験的に発売したミニ・アルバム『BAD COMMUNICATION』のヒットとともに売上を伸ばし、最終的には60万枚以上のセールスを記録した。
本作発売後、十分にライブができる数の曲が揃ったとして初の単独ライブツアー『B'z LIVE-GYM #00 "OFF THE LOCK"』を行った。3会場3公演とはいえ、単独デビューライブとしては異例のホール会場のみで開催された。
非公認ベスト・アルバム『Flash Back -B'z Early Special Titles-』には、表題曲「OFF THE LOCK」を除いた全曲が収録されている。
2018年に結成30周年記念として『DINOSAUR』までのオリジナル・アルバムと共にアナログレコード化された。

## 収録曲
| 全作詞: 稲葉浩志、全作曲: 松本孝弘、全編曲: 松本孝弘・明石昌夫。 |                          |          |            |      |
| #                                                                | タイトル                 | 作詞     | 作曲・編曲 | 時間 |
| 1.                                                               | 「君の中で踊りたい」     | 稲葉浩志 | 松本孝弘   | 3:45 |
| 2.                                                               | 「HURRY UP!」            | 稲葉浩志 | 松本孝弘   | 3:48 |
| 3.                                                               | 「NEVER LET YOU GO」     | 稲葉浩志 | 松本孝弘   | 5:40 |
| 4.                                                               | 「SAFETY LOVE」          | 稲葉浩志 | 松本孝弘   | 4:11 |
| 5.                                                               | 「GUITAR KIDS RHAPSODY」 | 稲葉浩志 | 松本孝弘   | 4:43 |
| 6.                                                               | 「夜にふられても」       | 稲葉浩志 | 松本孝弘   | 3:56 |
| 7.                                                               | 「LOVING ALL NIGHT」     | 稲葉浩志 | 松本孝弘   | 5:22 |
| 8.                                                               | 「OH! GIRL」             | 稲葉浩志 | 松本孝弘   | 4:11 |
| 9.                                                               | 「ROSY」                 | 稲葉浩志 | 松本孝弘   | 4:56 |
| 10.                                                              | 「OFF THE LOCK」         | 稲葉浩志 | 松本孝弘   | 1:21 |
| 合計時間:                                                        | 合計時間:                | 41:53    |            |      |

## 楽曲解説
1. 君の中で踊りたい
  - 2ndシングルの表題曲。
2. HURRY UP!
  - “Hip Chic”という歌詞は“サカナ”と歌われている。
  - B'zの曲で最もテンポが速い[10]。
3. NEVER LET YOU GO
  - マスト・アルバム『B'z The "Mixture"』には再録バージョンが収録された。
4. SAFETY LOVE
  - 2ndシングルのカップリング曲。
5. GUITAR KIDS RHAPSODY
  - 歌詞中に「ジミヘン」が出てくる。アルバムツアーでは、ジミ・ヘンドリックスに扮した人物が登場した[11]。
  - 歌詞中の「ストラト」とはストラトキャスターというギターのこと。
  - 7thシングル『愛しい人よGood Night...』には再録バージョンが収録された。
  - 1992年に行われたツアー『B'z LIVE-GYM Pleasure '92 "TIME"』以降長らく演奏されていなかったが、2023年に行われたツアー『B'z LIVE-GYM Pleasure 2023 -STARS-』で約31年ぶりに演奏され[12][13]、歌詞にある「ストラト」が「レスポール」に変更された[12]。
6. 夜にふられても
  - 夜のドライブをテーマにした曲。
  - 1989年に行われたツアー『B'z LIVE-GYM #00 "OFF THE LOCK"』以降長らく演奏されていなかったが、2023年に行われたツアー『B'z LIVE-GYM Pleasure 2023 -STARS-』で約34年ぶりに演奏された[12][13]。
7. LOVING ALL NIGHT
  - 当時流行のディスコをテーマとした曲。
  - 「君の中で踊りたい」同様ラップを絡めてある。
  - 3rdミニアルバム『MARS』には全英詞バージョンが収録された。
8. OH! GIRL
  - 『B'z The Best "Treasure"』の投票では16位にランクインした。
  - マスト・アルバム『B'z The "Mixture"』には再録バージョンが収録された。
  - ライブでの演奏機会が本作収録曲では最も多く、特に1997年に行われた『B'z LIVE-GYM Pleasure '97 "FIREBALL"』、2008年に行われた『B'z LIVE-GYM Pleasure 2008 -GLORY DAYS-』[注 4]、2023年に行われた『B'z LIVE-GYM Pleasure 2023 -STARS-』を除くすべてのPleasureツアーシリーズで演奏されている。
9. ROSY
10. OFF THE LOCK
  - 表題曲。約1分20秒と短く、歌詞は一応あるもののインストゥルメンタルの趣向が強い。
  - アルバムに表題曲が入るのは本作が初であり、表題曲が最後に来る作品はシングル、アルバム通して本作のみである。
  - 2020年に行われた無観客配信ライブ『B'z SHOWCASE 2020 -5 ERAS 8820-』のオープニングSEに新録バージョンが使用された。

## 参加ミュージシャン
- 松本孝弘:ギター、コーラス、全曲作曲・編曲
- 稲葉浩志:ボーカル、コーラス、全曲作詞
- 明石昌夫:マニピュレーター、コーラス、全曲編曲
- 青山純:ドラム（#2.5.6.8）
- 江口信夫:ドラム（#1.3.9）
- 寺島良一：コーラス
- Nobumitsu "Kyoso" Asai：コーラス
- Norihiko "Thunder Bird" Tsuruta：コーラス
- IKKIES：コーラス

## ライブ映像作品
シングル曲については各作品の項目を参照
GUITAR KIDS RHAPSODY
- B'z LIVE-GYM Pleasure 2023 -STARS-

夜にふられても
- B'z LIVE-GYM Pleasure 2023 -STARS-

OH! GIRL
- JUST ANOTHER LIFE
- "BUZZ!!" THE MOVIE
- Typhoon No.15 〜B'z LIVE-GYM The Final Pleasure "IT'S SHOWTIME!!" in 渚園〜
- B'z LIVE-GYM Hidden Pleasure 〜Typhoon No.20〜
- B'z LIVE-GYM 2008 -ACTION-
- B'z LIVE-GYM Pleasure 2013 ENDLESS SUMMER -XXV BEST-
- B'z LIVE-GYM Pleasure 2018 -HINOTORI-